# Baía das Canas

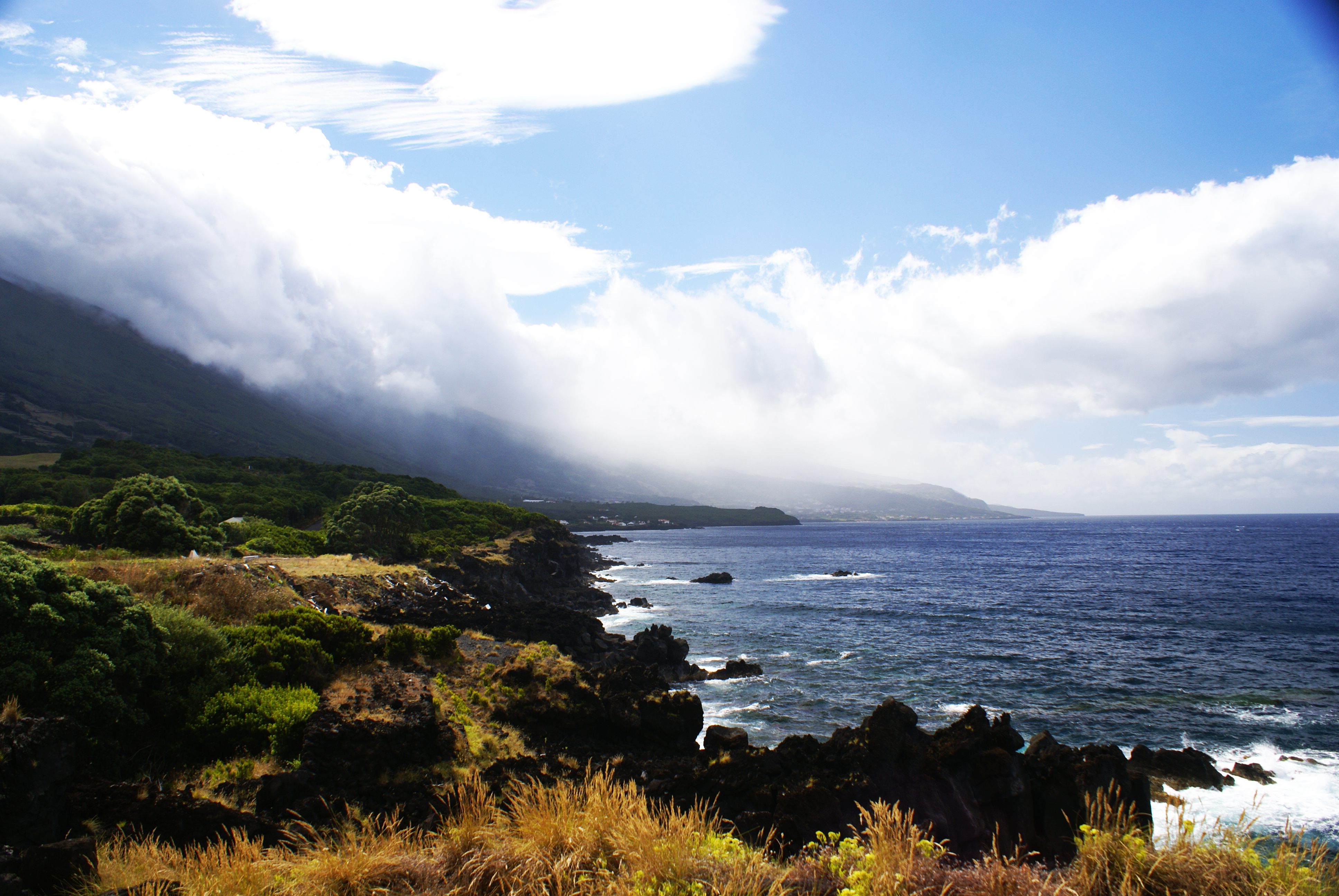
Prainha, paisagem.

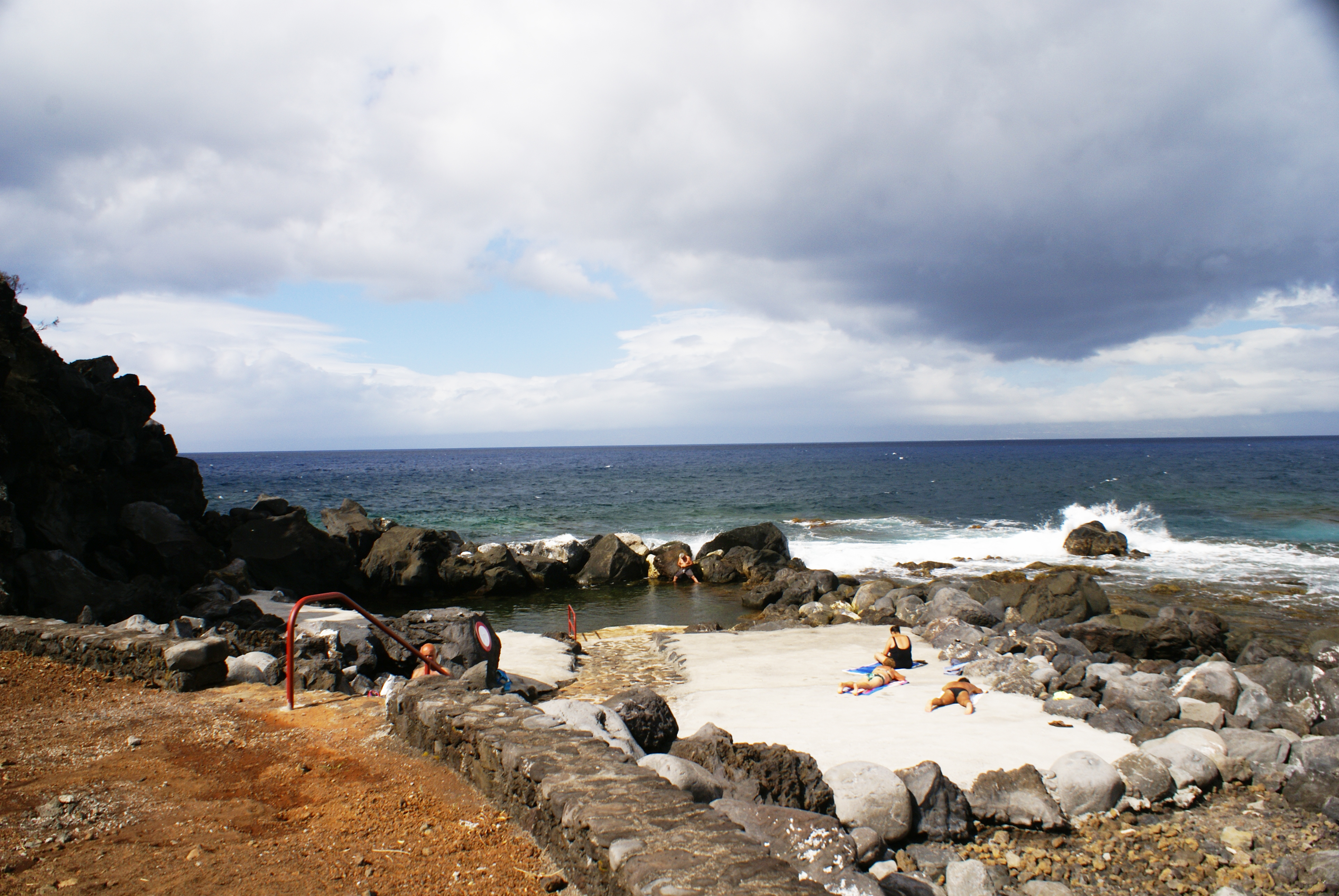
Prainha, vista parcial da zona balnear da baía das Canas.

A baía das Canas é uma baía localizada na Prainha, no município de São Roque do Pico, ilha do Pico, Açores. Integra o Parque Natural do Pico.

## Descrição
Esta baía que se localiza nas coordenadas de latitude 38.48° e de longitude -28.23°, dentro da área de influência dos Mistério da Prainha, na parte norte da ilha do Pico. Aqui encontra-se a Praia da Baía das Canas que se constitui numa zona balnear isolada de águas límpidas, mas sem nadador salvador. É muito procurada por quem busca a privacidade e o sossego. Encontra-se na área de abrangência da Paisagem Protegida de Interesse Regional da Ilha do Pico, criada pelo Decreto Legislativo Regional nº12/96/A, de 27 de Junho, emitido pelo Governo Regional dos Açores.
Devido ao seu isolamento não dispõe de infra-estruturas de apoio, facto que contribui para o seu estado selvagem. A erupção vulcânica que deu origem ao Mistério da Prainha, teve origem no Cabeço do Mistério e ocorreu entre 1562 e 1564.
Esta erupção encontra-se na origem de um grande depósito de areia negra, carregada de olivinas e piroxenas, a escassos metros da costa. Estas areias deram forma a uma praia que tem pouco mais de 4 metros de comprimento por vários de largura.
Um dos mais curiosos factos deste local é a original Linha da costa que se divide entre duas altas falésias unidas por uma outra praia de calhau rolado.
Facto curioso, e que está numa das mais chamativas características deste local é a existência de uma grandiosa arriba-fóssil, que chega a atingir os 100 metros de altura.
Na zona Oeste desta arriba encontra-se um local considerado de excelência para a prática da escalada, embora uma das vias ainda se encontre em fase de projecto dado não ter ainda sido encadeada.
Esta via é considerada como tendo potencial para ser uma das mais difíceis de Portugal, sendo que a mais difícil existente no país se encontra classificada como de nível 8c, esta possivelmente alcançará o nível 9c.
O escalador responsável pela montagem das vias de escalada e pela classificação das mesmas é Mike Lecomte, de origem belga. Este escalador é detentor de um currículo desportivo, onde se encontram as escaladas às Torres del Paine, com 1 300 metros de paredes verticais na Patagónia, bem como a participação no campeonato mundial de escalada.
Apesar de já existirem varias vias em funcionamento, existe potencial para mais, o que para o efeito, e devido a um projecto da Câmara Municipal de São Roque do Pico para a montagem das mesmas associado a um parque de merendas tratar movimento ao local.
Nesta baía existe um sector de Psico-bloc, onde os únicos acessos só podem ser feitos por mar ou por uma gruta que atravessa a falésia e dá acesso a outra baía lateral a esta.
Toda este conjunto insere-se numa unidade paisagística muita vasta, a Paisagem Protegida de Interesse Regional da Ilha do Pico e ligada ao cultivo da vinha, particularmente, do Verdelho. Dado esse facto surgem aqui e ali algumas adegas, algumas em uso, outras abandonadas, currais de vinha, caminhos e carreiros de acesso geralmente em saibro vermelho ou pequenos calhaus rolados.
Os muros que formam os currais de cultivo da vinha existem em grande densidade e atingem, por vezes, grande altura, consoante a quantidade de pedra existente no terreno que limitam. Existe também uma grande escadaria, composta por trezentos sessenta e nove degraus, que constituiu em tempos a única ligação, por terra, a este lugar. As adegas são, na sua maior parte, reconstruídas ou construídas recentemente.